# دهستان مرحمت‌آباد میانی
دهستان مرحمت‌آباد میانی یکی از دهستان‌های بخش فیروزآباد از توابع شهرستان چهاربرج در استان آذربایجان غربی ایران است.

## جمعیت
براساس سرشماری عمومی نفوس و مسکن در سال ۱۳۹۵، جمعیت دهستان مرحمت‌آباد میانی برابر با ۳٬۵۶۲ نفر بوده‌است.